# Cornel Mărculescu
Cornel Mărculescu (n. 17 iulie 1941, București, România) este un fost jucător român și un arbitru internațional de polo pe apă. El a concurat la Jocurile Olimpice de vară din 1964.

## Biografie
Cornel a absolvit Academia Română de Educație Fizică și Sport în 1964.. Medaliat cu bronz la Universiada de vară din 1965 din Budapesta, el a terminat pe locul cinci la Jocurile Olimpice de vară din 1968 de la Tokyo cu selecționata națională a României, cu care a avut 165 de jocuri între 1958 și 1970. 
El a fost apoi arbitru între 1970 și 1980, în special oficializând în finala turneului de polo pe apă la Jocurile Olimpice de vară din 1972.
A fost director tehnic al Federației Române de Înot între 1970 și 1980, secretar onorific al Comitetului Tehnic de Polo pe Apă al Federației Internaționale de Înot (FINA) din 1978 până în 1980 și director tehnic al Federației Spaniole de Înot din 1980 până în 1986. Din 1986 este director executiv al Federației Internaționale de Înot și membru al Federației Române de Înot din 2000.

## Distincții
- Ordinul „Meritul Sportiv” clasa a III-a (18 august 1976) „pentru rezultatele deosebite obținute la Jocurile olimpice de vară de la Montreal – 1976, precum și pentru contribuția adusă la dezvoltarea activității sportive și la creșterea prestigiului sportului românesc pe plan internațional”[7]